# Eduard Georg Simon
Eduard Georg Simon (* 7. April 1864 in Berlin; † 3. August 1929 ebenda) war ein deutscher Großindustrieller, Kunstsammler und Mäzen.

## Leben
Eduard Simon war ein Sohn des Geheimen Kommerzienrates Louis Simon und Vetter des Berliner Kunstsammlers und Mäzens James Simon. Simon besuchte das Gymnasium zum Grauen Kloster und trat nach erfolgreicher Schulausbildung in das Textilgeschäft seines Vaters ein, wo er eine Lehre als Textilhändler absolvierte. Um sich weiterzubilden, reiste er daraufhin in die USA, wo er sich mit den dortigen Produktionsverhältnissen in verschiedenen Unternehmen auseinandersetzte.
Nach seiner Rückkehr nach Berlin wurde er 1888 Teilhaber der gemeinsam von seinem Vater und seinem Onkel Isaac geführten gutgehenden Baumwoll- und Leinenfabrik Gebrüder Simon, der er später gemeinsam mit seinem Vetter James vorstand. In dieser Position brachte er es schnell zu Wohlstand und trat 1895 der Gesellschaft der Freunde bei. Gegen 1913 verfügte er über ein geschätztes Vermögen von 25 Millionen Mark und hatte ein jährliches Einkommen von 1,7 Millionen Mark. Mitte der 1890er Jahre erwarb Simon über die Universität Leipzig einen Doktortitel in Jura, 1911 verlieh ihm die Universität Breslau die medizinische Ehrendoktorwürde. 1912 erhielt er den Roten Adlerorden III. Klasse.
Eduard Simons Sohn Theodor Simon wurde ebenfalls im Familienunternehmen Gebrüder Simon tätig. Seine einzige Tochter Charlotte heiratete den Privatbankier Robert Oppenheim (1882–1956), den Sohn des Privatbankiers Hugo Oppenheim (1847–1921) und Schwager des Malers Josef Block (1863–1943).
Angesichts der schwierigen Entwicklung der Geschäftslage der Firma Gebrüder Simon wählte Eduard Simon im August 1929 den Freitod.

## Kunstsammler und Mäzen
Simon begann erst relativ spät eine eigene Kunstsammlung aufzubauen. Der Grund dafür war weniger Liebhaberei als ein ausgesprochenes Repräsentationsbedürfnis. Als er 1902 beschloss, in der Viktoriastraße 7 eine prächtige Stadtvilla zu errichten, wollte er sie, dem Zeitgeschmack entsprechend, auch mit bedeutenden europäischen Kunstwerken ausstatten. Einer seiner ersten Schritte als zukünftiger Kunstsammler war, noch im gleichen Jahr dem Kaiser-Friedrich-Museums-Verein beizutreten. Später folgten Mitgliedschaften im Deutschen Verein für Kunstwissenschaften, in dem er zeitweise das Amt eines Schatzmeisters ausübte, im Verein der Freunde antiker Kunst und in der Deutschen Orient-Gesellschaft. 1903 erwarb er, nachdem ihm der mit dem Bau beauftragte Architekt Alfred Messel die Baupläne für den Villenneubau vorgelegt hatte, die ersten Kunstwerke, wobei er streng darauf achtete, dass sie auch in das räumliche Ambiente passten. So erwarb er zum Beispiel speziell für das Speisezimmer ein Deckengemälde und sechs auf Leinwand übertragene Grisaillen von Giovanni Battista Tiepolo, die Die Verherrlichung der Familie Porto aus Vicenza darstellten und die Messel direkt in seine Baupläne einarbeitete. Speziell zur Ausstattung des Salons kaufte er ein vollständiges venezianisches Spiegelkabinett im Rokokostil, das er durch französische Möbel aus der Zeit Ludwig XV. und dem Bildnis einer englischen Dame von Peter Lely ergänzte. Schwerpunkte der Sammlung Eduard Simon waren die europäische Renaissancemalerei mit vielen Werken der italienischen Renaissance und französischen, italienischen und englischen Gemälden des 18. Jahrhunderts. Dazu gesellten sich Möbel aus diversen Epochen, kunstgewerbliche Objekte, Kleinbronzen und originale Ausstattungsstücke wie Wand-, Decken- und Fußbodenelementen ausländischer Herkunft. Beraten wurde er bei seinen Ankäufen vorwiegend von Wilhelm von Bode, mit dem ihn eine lose Freundschaft verband. Zu den bedeutendsten Stücken der Sammlung Eduard Simon gehörten unter anderen eine Maria mit dem Kinde von Sandro Botticelli, das Bildnis eines Mannes von Agnolo Bronzino, das Bildnis einer Florentinerin von Giuliano Bugiardini, eine Maria mit dem Kinde von Lorenzo Ghiberti, eine Maria mit dem Kinde von Andrea Riccio und das Bildnis der Mrs Long von George Romney.
Als Dank für Bodes Engagement beim Aufbau und bei der Präsentation der Sammlung stiftete Simon den Staatlichen Museen zu Berlin wiederholt Kunstwerke, die besonders der Gemäldegalerie, der Skulpturensammlung, dem Kupferstichkabinett, der Antikensammlung und dem Islamischen Museum zugutekamen. Damit gehört er bis heute zu den bedeutendsten Mäzenen in der Geschichte der Staatlichen Museen zu Berlin.